# Этьенн
Этьенн (фр. Estienne, лат. Stephanus) — известная семья французских типографщиков, происходившая из древнего дворянского провансальского рода. Самые известные из них:
- Анри (Henri Estienne, ок. 1460—1520) — им издано около 120 сочинений (из которых одно по-французски) — почти исключительно по философии, математике и астрономии.
его сын Роберт I (Robert Estienne, 1503—1559) — издавал критически проверенные тексты Библии и Нового Завета, вызвав гнев теологов Сорбонны, но ему покровительствовал король Франциск I.
брат Роберта и третий сын Анри,  Шарль (Charles Estienne, 1504—1564) — врач, типограф и писатель.
сын Роберта I Анри II (Henri Estienne, 1528—1598) — филолог-эллинист и гуманист; самый знаменитый из Этьеннов.
его брат Роберт II (Robert II Estienne, 1530—1570) — заведовал отцовской типографией с 1566 года.
их брат Франциск II (François Estienne, род. в 1535) — основал в Женеве типографию в 1562 году.
старший сын Роберта II Роберт III (Robert III Estienne, около 1560—1630) — автор многих поэм на греческом, латинском и французском языках, перевел на французский язык две первые книги «Риторики» Аристотеля (1624).
старший сын Анри II Поль (Paul Estienne, 1566—1627) — переживший лишения: обвинённый в участии в заговоре, был заключен в тюрьму, затем изгнан из Женевы, а его имущество было конфисковано. Смог возвратиться в Женеву лишь в 1619 году.
старший сын Поля Антуан (Antoine Estienne, 1592—1674).